# Controspazio
Controspazio è una rivista di architettura ed urbanistica fondata e diretta fino al 1983 da Paolo Portoghesi. Dal 1966 al 1985 la rivista fu editata da Edizioni Dedalo di Bari. Dal 1988 la nuova edizione, promossa da Antonio Quistelli, Guido Canella, Roberto Gambetti, Luigi Mazza, Eduardo Vittoria, Luigi Za è della Gangemi Editore di Roma.

## Storia
La rivista nel corso della sua storia ha avuto come collaboratori editoriali architetti di fama fra cui Alessandro Anselmi, Claudio D'Amato, Francesco Cellini, Alessandro Bianchi, Massimo Scolari.

## Direttori
- 1969 - 1985 Paolo Portoghesi, storico e critico d'architettura
- 1988 - 2006 Marcello Fabbri
- 2006 - 2012 Renato Nicolini
- 2012 Marcello Fabbri